# Montgaillard, Ariège
Montgaillard (okcitansko: Montgalhard /do 2022 Montgaillard) je naselje in občina v južnem francoskem departmaju Ariège regije Jug-Pireneji. z okoli 1.500 prebivalci (2019).
Geografija 
Naselje se nahaja ob vznožju Pirenejev ob reki Ariège, 4 km južno od središča departmaja Foix.

## Uprava
Montgaillard je sedež kantona Foix-Rural, v katerega so poleg njegove vključene še občine Arabaux, Baulou, Bénac, Le Bosc, Brassac, Burret, Celles, Cos, Ferrières-sur-Ariège, Freychenet, Ganac, L'Herm, Loubières, Montoulieu, Pradières, Prayols, Saint-Jean-de-Verges, Saint-Martin-de-Caralp, Saint-Paul-de-Jarrat, Saint-Pierre-de-Rivière, Serres-sur-Arget, Soula in Vernajoul z 11.069 prebivalci.
Kanton je sestavni del okrožja Foix.
1. ↑  »Populations légales 2016«. Nacionalni inštitut za statistične in gospodarske raziskave. Pridobljeno 25. aprila 2019.